# Медіанна фільтрація

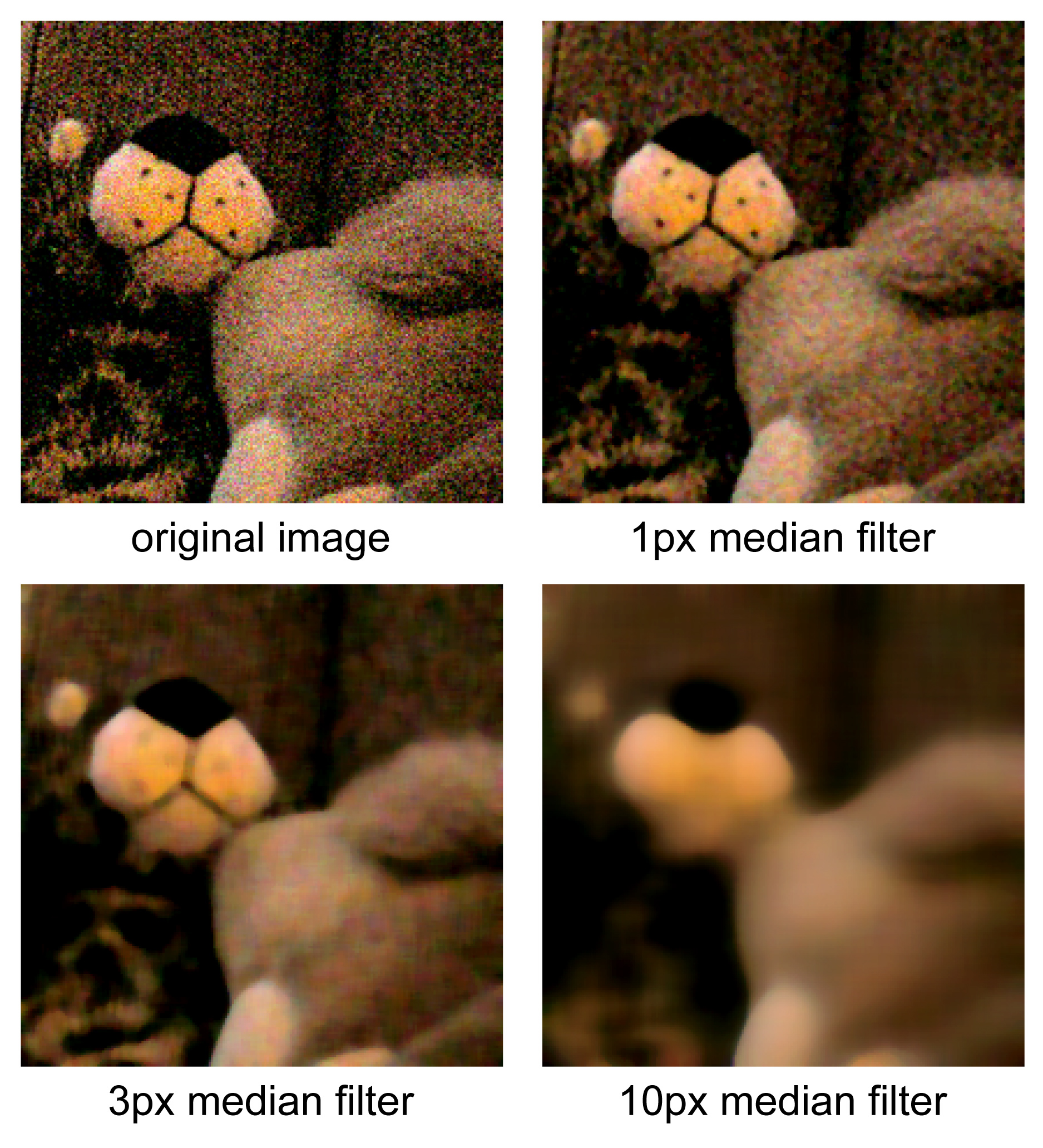
Приклад використання медіанного фільтра до зашумленого зображення з 3 різними значеннями радіусу вікна фільтрації. Обробка зображення виконана в Adobe Photoshop

Медіа́нний фільтр — один з видів цифрових фільтрів, широко використовуваний в цифровій обробці сигналів та зображень для зменшення рівня шуму. Медіанний фільтр є нелінійним FIR-фільтром.
Значення відліків усередині вікна фільтра сортуються в порядку зростання (спадання); і значення, що знаходиться в середині упорядкованого списку, надходить на вихід фільтра. У разі парного числа відліків у вікні вихідне значення фільтра дорівнює середньому значенню двох відліків в середині упорядкованого списку. Вікно переміщується уздовж сигналу, що фільтрується, і обчислення повторюються.
Медіанна фільтрація — ефективна процедура обробки сигналів, що піддаються впливу імпульсних перешкод.